# Göteborgs spårvägar (företag)
Göteborgs Spårvägar AB (förkortat GS) är ett kommunägt bolag som, på Västtrafiks uppdrag, kör spårvagnarna i Göteborg. Man har tidigare även kört bussarna på många linjer, såväl i som utanför staden.
Företaget grundades 1989 efter ombildandet till aktiebolag. Mellan 2009−2018 var man moderbolaget i en koncern, som bestod av de helägda dotterbolagen GS Buss AB samt GS Trafikantservice AB. Under en lång tid ansvarade man även för biljettkontrollen, men den verksamheten bedrivs idag av QSG Bevakning AB.
År 2018 beslutade kommunen att avyttra 15% av aktierna till Västtrafik, som därmed tog över rådigheten av trafiken från bolaget. Beslutet trädde i kraft året därpå.